# Hiếu Từ Cao Hoàng hậu (Thanh Thái Tổ)
Hiếu Từ Cao Hoàng hậu (chữ Hán: 孝慈高皇后, tiếng Mãn: ᡥᡳᠶᠣᠣᡧᡠᠩᡤᠠ
 ᡤᠣᠰᡳᠨ
 ᡩᡝᡵᡤᡳ
 ᡥᡡᠸᠠᠩᡥᡝᠣ, Möllendorff: hiyoošungga gosin dergi hūwangheo, Abkai: hiyouxungga gosin dergi hvwangheu; 1575 - 31 tháng 10 năm 1603), là một Đại phúc tấn của Thanh Thái Tổ Nỗ Nhĩ Cáp Xích, đồng thời là sinh mẫu của Thanh Thái Tông Hoàng Thái Cực, Hoàng đế sáng lập ra triều đại nhà Thanh trong lịch sử Trung Quốc.
Bà chưa từng làm Hoàng hậu khi còn sống, thụy hiệu của bà được truy tôn bởi Hoàng Thái Cực sau khi đã qua đời. Vì là sinh mẫu của Hoàng đế, bà trở thành vị Đại Phúc tấn đầu tiên của Hậu Kim được truy tôn thụy hiệu Hoàng hậu dưới thời nhà Thanh, và gần như là duy nhất.

## Tiểu sử
Hiếu Từ Cao Hoàng hậu nguyên danh Mạnh Cổ Triết Triết (chữ Hán: 孟古哲哲, tiếng Mãn: ᠮᠣᠩᡤᠣᠵᡝᠵᡝ, Möllendorff: Monggojeje), xuất thân từ bộ tộc Diệp Hách Na Lạp, sinh ra vào năm Vạn Lịch thứ 3 (1575), cha bà là Bối lặc Dương Cát Nỗ. Năm Vạn Lịch thứ 16 (1588), tháng 10, bà được gả cho Nỗ Nhĩ Cáp Xích vào năm 13 tuổi. Tính tình bà ổn trọng, biết cư xử, không can dự chuyện bên ngoài. Năm thứ 20 (1592), tháng 10, bà sinh hạ con trai thứ 8 cho Nỗ Nhĩ Cáp Xích là Hoàng Thái Cực. Đây là người con duy nhất của bà, về sau bà không hoài thai lần nữa.
Năm Vạn Lịch thứ 31 (1603), ngày 27 tháng 9 (âm lịch), Nỗ Nhĩ Cáp Xích tấn công Diệp Hách bộ tộc, Mạnh Cổ Triết Triết qua đời trong sự thù hận, hưởng dương 28 tuổi. Niềm an ủi lớn nhất của bà là Hoàng Thái Cực, con trai bà về sau trở thành Đại hãn Hậu Kim, và nhiều năm sau đó trở thành Hoàng đế đầu tiên của triều Thanh.

## Thân phận tranh luận
Việc Mạnh Cổ Triết Triết sinh thời có được phong Đại phi (大妃) hay không vẫn đang được các sử gia tranh luận, vì xét trình tự thời gian, bà qua đời sớm hơn Kế phi Phú Sát Cổn Đại những 17 năm. Kế phi mắc tội nên bị phế và ban chết năm Thiên Mệnh thứ 5 (1620), vào năm Mạnh Cổ Triết Triết qua đời, Phú Sát Cổn Đại vẫn chưa bị phế nên về lý, Mạnh Cổ Triết Triết không thể là Đại phi. Tuy nhiên, căn cứ vào việc Phú Sát Cổn Đại được an táng tại thành Hách Đồ A Lạp, có thuyết cho rằng bà đã mất vào trước năm Thiên Mệnh thứ 4 (1619), khi đó Hậu Kim vẫn đang định đô tại đây.
Ngoài ra, có một điểm cần lưu ý là ở xã hội Mãn Châu trước khi nhập quan, quý tộc thừa hành chế độ [Một chồng, nhiều vợ, nhiều thiếp], một lúc có thể có hơn 1 chính thất và tất cả đều xưng là Phúc tấn. Trong chế độ này, giữa các Phúc tấn với nhau không phân biệt Đích-thứ rõ rệt, nếu cùng là Phúc tấn (có cưới gả đàng hoàng) thì được xem như nhau, con cái sinh ra cũng đều có quyền thừa kế. Nhân tư liệu lịch sử khuyết thiếu, giới giáo dục Trung Quốc hay đem chuyện Đích-thứ thuần Trung Nguyên mà lý giải địa vị các Phúc tấn thời trước Thanh, dẫn đến nhiều nhầm lẫn. Hơn nữa, thời điểm bà qua đời thì Nỗ Nhĩ Cáp Xích vẫn chưa xưng Đại hãn. Khi Nỗ Nhĩ Cáp Xích lên ngôi Đại hãn, lập nên Hậu Kim, chính thê của Đại hãn được gọi là Đại Phúc tấn (大福晋), còn lại xưng là Trắc Phúc tấn (侧福晋) và Thứ Phúc tấn (庶福晋), lúc này Đích-thứ khác biệt mới hình thành.
Sách Mãn Châu thực lục (满洲实录) hoàn thiện thời Hoàng Thái Cực, ghi lại Mạnh Cổ Triết Triết có danh xưng [Dulimbai amba fujin], tức Trung thất Đại Phúc tấn (中室大福晋). Còn sách Thanh sử cảo viết:「"Hiếu Từ Hoàng hậu (ý chỉ Mạnh Cổ Triết Triết) băng, lập (A Ba Hợi) làm Đại phi"」. Như vậy có thể thấy rõ, vị thế Mạnh Cổ Triết Triết chính là Đại Phúc tấn, không kém gì Cổn Đại hay A Ba Hợi.

## Truy tôn
Năm Sùng Đức nguyên niên (1636), ngày 16 tháng 5, Hoàng Thái Cực đăng vị Hoàng đế theo thể chế Trung nguyên, lập ra triều Thanh. Với tư cách là sinh mẫu của Hoàng đế, Mạnh Cổ Triết Triết được truy phong thụy hiệu là Hiếu Từ Chiêu Hiến Thuần Đức Chân Thuận Thừa Thiên Dục Thánh Vũ Hoàng hậu (孝慈昭宪纯德真顺承天育圣武皇后), phối hưởng Thái Miếu và cho cải táng mộ phần của bà, dời từ vùng Man Sơn của thành Hách Đồ A Lạp đến Phúc lăng (福陵).
Bà là vị Đại Phúc tấn đầu tiên được truy tôn thụy hiệu Hoàng hậu dưới thời nhà Thanh. Điều này không thường xảy ra với các Đại Phúc tấn Hậu Kim, dù họ đều là chính thê của Đại hãn, thậm chí một số vị còn là Nguyên phi, tức "người vợ đầu tiên", thân phận hơn hẳn Mạnh Cổ Triết Triết khi còn sống. Mặc dù năm Thuận Trị thứ 7 (1650), Kế phi A Ba Hợi của Nỗ Nhĩ Cáp Xích cũng được truy phong hậu vị và thờ phụng trong Thái Miếu, nhưng một năm sau A Ba Hợi lại bị truy phế và trục xuất bài vị. Mạnh Cổ Triết Triết gần như trở thành vị Đại Phúc tấn duy nhất được hưởng đặc ân này.
Thời Khang Hi, Thanh Thánh Tổ cải thụy hiệu cho Mạnh Cổ Triết Triết thành Cao Hoàng hậu (高皇后), cho phù hợp với Đế thụy Cao Hoàng đế của Nỗ Nhĩ Cáp Xích. Về sau, Ung Chính và Càn Long thêm tự vào thụy hiệu cho đại tổ mẫu, cuối cùng thành Hiếu Từ Chiêu Hiến Kính Thuận Nhân Huy Ý Đức Hiến Khánh Thừa Thiên Phụ Thánh Cao Hoàng hậu (孝慈昭憲敬順仁徽懿德顯慶承天輔聖高皇后). Bà được cải an táng cùng Thanh Thái Tổ vào Phúc lăng (福陵).